# 納傑日季涅 (洛佐瓦區)
納德日季內（烏克蘭語：Надеждине）是位於烏克蘭東部的村莊，由哈爾科夫州洛佐瓦區的洛佐瓦市鎮負責管轄。該村始建於1820年，面積0.2平方公里，海拔高度108米，2001年人口35，人口密度每平方公里175.9人。